# Nanaka Sakamoto
Nanaka Sakamoto (jap. 坂本 奈々香, Sakamoto Nanaka; * 6. September 1996 in Kitakyūshū, Fukuoka) ist eine japanische Volleyballspielerin.

## Karriere
Sakamoto spielte in ihrer Heimat für die Denso Airybees. Mit der Junioren-Nationalmannschaft nahm sie an der Weltmeisterschaft 2017 teil. 2018 wechselte die Außenangreiferin zum deutschen Meister SSC Palmberg Schwerin. Mit dem Verein gewann sie in der Saison 2018/19 den DVV-Pokal und wurde deutsche Vizemeisterin. In der Champions League schied sie mit Schwerin in der Gruppenphase aus. Nach der Saison kehrte sie zu den Denso Airybees zurück.